# غنغنوم
غنغنوم هو ملك أموري لسلالة لارسا حكم من سنة 1868 ق م حتى سنة 1841 ق م، خلف الحكم من أبيه زابايا وخلفه في الحكم إبنه أبيصار، عاصر حكم الملك ليبيط عشتار وتمكن من السيطرة على مدينة أور وذلك بعد مضي 27 سنة على تدميرها من قبل العيلاميين.